# Irish Cup 1885-86
Irish Cup 1885–86 var den sjette udgave af Irish Cup, og turneringen blev vundet af Distillery FC, som dermed vandt turneringen for tredje sæson i træk.
Finalen blev spillet den 27. marts 1886 i Ballynafeigh, Belfast, og den blev vundet af Distillery FC, som besejrede Limavady FC med 1-0. Limavady FC havde vundet sin semifinale mod Belfast YMCA med 1-0, mens de forsvarende mestre Distillery FC besejrede Dublin University FC med 4-0 i semifinalerne.

## Udvalgte resultater

### Semifinale
| Dato  | Kamp                                 | Res. |
| ----- | ------------------------------------ | ---- |
| 13.2. | Destillery FC – Dublin University FC | 4–0  |
| 20.3. | Limavady FC – Belfast YMCA           | 1–0  |

### Finale
| Dato  | Kamp                        | Res. | Spillested            |
| ----- | --------------------------- | ---- | --------------------- |
| 27.3. | Distillery FC – Limavady FC | 1–0  | Ballynafeigh, Belfast |